# Kardonbanan
| Streckenlänge: | 7 km                                       |                                   |                                   |
| Spurweite: | 1435 mm (Normalspur)                       |                                   |                                   |
| Stromsystem: | 15 kV 16 2/3 Hz ~                          |                                   |                                   |
| Streckengeschwindigkeit: | km 0,0–Norrköping godsbangård nya: 80 km/h |                                   |                                   |
| Zweigleisigkeit: | km 0,0–Norrköping godsbangård nya          |                                   |                                   |
| |                                            |                                   |                                   |
| \| \| \| Bahnstrecke Järna–Åby von Järna \| \| \| \| \| Ostlänken von Järna \| \| \| \| \| \| \| \| \| 174,8 \| Södra stambanan von Katrineholm C \| Södra stambanan von Katrineholm C \| \| \| \| Åby (ehem. Personenhalt) \| \| \| \| 175,6 0,0 \| Kardonbanan \| Kardonbanan \| \| \| 2,0 \| Norrköping godsbangård nya \| Norrköping godsbangård nya \| \| \| \| Bravikenspåret (etwa 5 km) \| \| \| \| 179,0 \| Ostkustspåret \| Ostkustspåret \| \| \| 180,0 \| Ingelstaspåret \| Ingelstaspåret \| \| \| 3,5 \| Kardonbron \| Kardonbron \| \| \| \| Norrköping hamn \| \| \| \| 184,5 \| Norrköping hamn \| Norrköping hamn \| \| \| 183,0 \| Händelöspåret \| Händelöspåret \| \| \| 182,5 \| Händelöbron \| Händelöbron \| \| \| \| Norra hamnspåret \| \| \| \| \| Supraspåret \| \| \| \| 181,0 \| Norrköping godsbangård \| Norrköping godsbangård \| \| \| \| \| \| \| \| \| Norra hamnspåret \| \| \| \| \| Södra hamnspåret \| \| \| \| \| \| \| \| \| 182,0 \| Norrköping C \| Norrköping C \| \| \| \| Motala ström \| \| \| \| \| Södra stambanan nach Nässjö \| \| |                                            |                                   |                                   |
| Strecke |                                            | Bahnstrecke Järna–Åby von Järna   | Bahnstrecke Järna–Åby von Järna   |
| Strecke (außer Betrieb) · Strecke |                                            | Ostlänken von Järna               | Ostlänken von Järna               |
| Strecke nach links (außer Betrieb) · Kreuzung geradeaus unten (Querstrecke außer Betrieb) · Strecke von rechts (außer Betrieb) |                                            |                                   |                                   |
| Abzweig geradeaus und von rechts · Strecke (außer Betrieb) | 174,8                                      | Södra stambanan von Katrineholm C | Södra stambanan von Katrineholm C |
| Dienststation / Betriebs- oder Güterbahnhof · Strecke (außer Betrieb) |                                            | Åby (ehem. Personenhalt)          | Åby (ehem. Personenhalt)          |
| Abzweig geradeaus, nach links und von links · Kreuzung geradeaus unten (Strecke geradeaus außer Betrieb) · Strecke von rechts | 175,6 0,0                                  | Kardonbanan                       | Kardonbanan                       |
| Strecke · Strecke (außer Betrieb) · ehemaliger Dienststation / Betriebs- oder Güterbahnhof | 2,0                                        | Norrköping godsbangård nya        | Norrköping godsbangård nya        |
| Strecke · Strecke (außer Betrieb) · Abzweig geradeaus und nach links |                                            | Bravikenspåret (etwa 5 km)        | Bravikenspåret (etwa 5 km)        |
| Abzweig geradeaus und von rechts · Strecke (außer Betrieb) · Strecke | 179,0                                      | Ostkustspåret                     | Ostkustspåret                     |
| Abzweig geradeaus und von rechts · Strecke (außer Betrieb) · Strecke | 180,0                                      | Ingelstaspåret                    | Ingelstaspåret                    |
| Strecke · Strecke (außer Betrieb) · Brücke über Wasserlauf | 3,5                                        | Kardonbron                        | Kardonbron                        |
| Strecke · Strecke (außer Betrieb) · Abzweig geradeaus, nach links und von links |                                            | Norrköping hamn                   | Norrköping hamn                   |
| Strecke · Strecke (außer Betrieb) · Abzweig geradeaus und von links | 184,5                                      | Norrköping hamn                   | Norrköping hamn                   |
| Strecke · Strecke (außer Betrieb) · Abzweig geradeaus und von rechts | 183,0                                      | Händelöspåret                     | Händelöspåret                     |
| Strecke · Strecke (außer Betrieb) · Brücke über Wasserlauf | 182,5                                      | Händelöbron                       | Händelöbron                       |
| Strecke · Strecke (außer Betrieb) · Abzweig geradeaus und von links |                                            | Norra hamnspåret                  | Norra hamnspåret                  |
| Abzweig geradeaus und nach links · Strecke (außer Betrieb) · Strecke |                                            | Supraspåret                       | Supraspåret                       |
| Dienststation / Betriebs- oder Güterbahnhof · Strecke (außer Betrieb) · Strecke | 181,0                                      | Norrköping godsbangård            | Norrköping godsbangård            |
| Abzweig geradeaus und nach links · Kreuzung (Strecke geradeaus außer Betrieb) · Strecke nach rechts |                                            |                                   |                                   |
| Abzweig geradeaus und nach links · Kreuzung (Strecke geradeaus außer Betrieb) · Strecke nach rechts |                                            | Norra hamnspåret                  | Norra hamnspåret                  |
| Abzweig geradeaus und nach links · Kreuzung (Strecke geradeaus außer Betrieb) · Strecke von rechts |                                            | Södra hamnspåret                  | Södra hamnspåret                  |
| Abzweig geradeaus und ehemals von links · Strecke nach rechts (außer Betrieb) |                                            |                                   |                                   |
| Bahnhof | 182,0                                      | Norrköping C                      | Norrköping C                      |
| Brücke über Wasserlauf |                                            | Motala ström                      | Motala ström                      |
| Strecke |                                            | Södra stambanan nach Nässjö       | Södra stambanan nach Nässjö       |

Kardonbanan ist eine sieben Kilometer lange elektrifizierte Güterzugstrecke, die den schwedischen Bahnhof Åby nördlich von Norrköping mit den Hafenanlagen von Norrköping verbindet.
Die Strecke erhielt ihren Namen von einer Pflanze, die in der Nähe der neuen Strecke wächst. Kardone ist ein enger Verwandter der Artischocke.

## Hintergrundinformationen
Mit dem geplanten Ostlänken, einem Hochgeschwindigkeitskorridor, der Södertälje südlich von Stockholm und Linköping verbinden soll, muss der bisherige Güterbahnhof Norrköping verlegt werden, um den Korridor für die Neubaustrecke freizugeben.
Ostlänken wird die vorhandenen Verbindungen zwischen der Södra stambana und den Hafen- und Industriegleisen in Norrköping unterbrechen, weswegen als Ersatz die Kardonbana zwischen Åby und dem Hafen Norrköping errichtet wurde.
Die Industriegleise sind Eigentum der Kommune Norrköping und haben eine Gesamtlänge von rund 35 Kilometern. Die Kommune ist verantwortlich für den Betrieb und die Wartung. Die sechs verschiedenen Stammgleise sind: Södra Hamnspåret, Norra Hamnspåret, Händelöspåret, Ingelstaspåret, Ostkustspåret und Supraspåret. Am meisten frequentiert sind Händelöspåret und Södra hamnspåret. Das Industriegleissystem ist an sechs Stellen mit den Gleisen von Trafikverket verbunden, bindet neben dem Hafen von Norrköping weitere 19 verschiedene Liegenschaften an und wird von etwa zehn Unternehmen aktiv genutzt. Durchschnittlich werden etwa 1000 Güterwagen pro Monat von und zu diesen Unternehmen transportiert.

## Bauausführung
Für den Bau der Kardonbane, der im Oktober 2017 begann, wurden mehr als 550.000 m³ Aushubmaterial abtransportiert. Es wurden sieben neue Brücken gebaut: drei Eisenbahnviadukte, zwei Straßenbrücken und zwei Fahrradbrücken. Die rund 100 Meter langen Brücken über den Motala ström wurden vor Ort gebaut.
Die Strecke beginnt mit einem neuen Gleisdreieck an der Södra stambana südlich des ehemaligen Personenbahnhofes in Åby, das eine direkte Zufahrt der Industriegleise von Norden ohne Berührung des bisherigen Güterbahnhofes ermöglicht. Durch die noch vorhandenen Gleise im Süden entstand ein Ringschluss, über den die Güterzüge wieder von Süden kommend in den Güterbahnhof einfahren können. Das Planum der Bahnstrecke wurde streckenweise doppelspurig vorbereitet und bis zum geplanten neuen Rangierbahnhof doppelspurig ausgeführt.
Die Strecke wurde am 1. Februar 2021 vom Landshövding von Östergötland, Carl Fredrik Graf, eingeweiht.
Der Bau der Strecke kostete etwa 670 Millionen SEK, die beiden neuen Brücken für die Södra stambana, die bei dieser Baumaßnahme mit ersetzt wurden, etwa 150 Millionen SEK.

## Weitere Baumaßnahmen
Im Zusammenhang mit der Bahnstrecke hat die Stadtverwaltung von Norrköping mehrere Straßen umgebaut und erweitert sowie sechs Kilometer neue Radwege gebaut, mit denen der Weg zu und von den Arbeitsplätzen in den Industriegebieten Händelö und Malmölandet verbessert wurden.

## Zugbetrieb
Green Cargo fährt auf der Strecke fünf bis sieben Züge pro Tag, unter anderem Containerzüge von Eskilstuna an drei Tagen in der Woche, Züge mit Papier von Skärblacka an fünf Tagen in der Woche und fast täglich einen Zug von Hallsberg. Der Rangierbetrieb im gesamten Hafengelände erfolgt mit Diesellokomotiven der Baureihe GC Td.